# Wor w zakonie
Wor w zakonie (ros. вор в законе – dosłownie: złodziej w prawie; także: ukr. злодій у законі, złodij u zakoni; biał. злодзей у законе, złodziej u zakonie) – używane w dawnym ZSRR, obecnej Rosji i republikach postradzieckich określenie profesjonalnego przestępcy, który po dopełnieniu stosownych rytuałów, został uznany przez środowisko przestępcze za osobę przestrzegającą zasad niepisanego „kodeksu przestępczego” i będącą autorytetem dla innych przestępców.
Dawniej nie wolno było im służyć w wojsku, ani współpracować w żaden sposób z władzą radziecką.
Niegdyś worem mógł być tylko Rosjanin, obecnie są to także przedstawiciele innych narodów, należący do różnych gangów rosyjskiej mafii.

## Tatuaż wśród worów
Wory w zakonie oznaczają się specjalnymi, przysługującymi tylko im tatuażami. Składają się one z symboli zrozumiałych jedynie dla członków tej grupy. Z czasem funkcjonariuszom udało się rozszyfrować część z nich, co sprawiło, że wory w zakonie systematycznie tworzą nowe wzory, aby ich rozumienie nie wyszło poza krąg wtajemniczonych. Niezmiennym symbolem jest jednak wizerunek kota stanowiący swoisty herb worów.
Na skórze wory „spisują” swój życiorys, zaś dłonie stanowią odpowiednik wizytówki – której nie można zgubić ani zmienić umieszczonych na niej informacji. […] Wystarczy więc rzut oka przy powitaniu, by wiedzieć, z kim ma się do czynienia.
Na dłoni można przykładowo odczytać informacje takie jak imię lubej, liczbę wyroków czy choćby specjalizację kryminalną. Daje to szansę na poznanie niektórych faktów i wydarzeń z przeszłości wora.